# Coelichneumon bilineatus
Coelichneumon bilineatus là một loài tò vò trong họ Ichneumonidae.